# Unseo (métro de Séoul)
Unseo (hangeul : 운서 ; hanja : 雲西) est une station de passage de la ligne AREX] du métro de Séoul. Elle est située au 26 Huinbawi-ro, 59 beon-gil,, arrondissement Jung-gu, sur le territoire de la ville Incheon, à l'ouest de Séoul, en Corée du Sud. Elle dessert le terminal cargo de l'Aéroport international d'Incheon.

## Situation sur le réseau

Plan du réseau du métro de Séoul (2023)